# Caverion
Caverion Oyj, tidligere kendt som YIT Corporation, er et finsk teknikentreprenørselskab – dvs. at de arbejder med el- og vvs-fagene.
I 1912 blev Yleinen Insinööritoimisto (forkortet YIT) stiftet. I 2007 ændrer man navnet til YIT Corporation. I 2014 havde virksomheden et ca. 17.000 ansatte og en omsætning på ca. 2,4 mia. EUR fordelt på 12 lande.